# Erik Nilsén
Erik Nilsén, född 20 april 1977 i Luleå, är en svensk före detta professionell ishockeyspelare (back).
Han spelade totalt 16 elitseriematcher i grundserien för Luleå HF, dock utan att lyckas göra poäng.